# Bossy
Bossy är en poplåt framförd av Lindsay Lohan, skriven av Ne-Yo och producerad av Stargate till sångerskans ännu ej namngivna tredje studioalbum. Låten släpptes den 27 maj 2008 och bekräftades av skivbolaget som endast en "Promo-singel" och hade därför ingen medföljande musikvideo eller marknadsförings kampanj.

## Release och låtinformation
Ett kort klipp av promospåret, som har influenser av hiphop och R&B, läckte på Youtube tidigt i maj 2008. Skivbolaget, Universal Motown släppte resten av låten den 7 maj, den laddades sedan upp på Lohans officiella Myspacesida. Bossy släpptes sedan digitalt den 27 maj. 
"Jag skrev den till henne för att när hon är med i spelet och är fokuserad utstrålar hon en aura av 'bossighet'" förklarar låtskrivaren Ne-Yo, och fortsätter; "När jag och producenten fick uppgiften såg vi den som en utmaning, 'Kan vi göra en låt med Lindsay Lohan som folk kommer att ta seriöst?', jag tror att vi lyckades bra."
I Låtens melodi sjunger sångerskan, "I'm just a little bossy, I like it how I like it, when I like it and that's how it is".
Ne-Yo förklarar att låten handlar om styrka, "I grund och botten handlar den om en kvinna som är stark nog för att få vad hon vill när hon vill ha det." han berättar: " I det här tillfället handlar 'Bossy' om självsäkerhet och kraft."
"Jag måste erkänna att vi tänkte, '...Lindsay Lohan?'" Berättar Ne-Yo skrattande. "Jag menar, jag har skrivit låtar till Beyonce, Mary J. Blige, Rihanna, Celine Dion och ... Lindsay Lohan? Men jag kan säga såhär, vi gav henne ett högkvalitativt spår och hon gjorde ett löjligt bra jobb med den, jag var så chockad att jag var tvungen att ringa henne och be om ursäkt för vad jag tänkte för hon gjorde så bra ifrån sig. Världen kommer att bli överraskad."

## Medias mottagande
Låten fick främst positiv kritik från media. Billboard förklarade; "Spårets höjdpunkter är sångerskans raspiga röst som visar sin dominerande sida tillsammans med ett par trummor." 
Digital Spy sa; "Bossy är inte guldpop, melodin saknar lite 'oomph' och Lohans röst är fortfarande inte övertygande - men, det är den första av Lindsays sånger vi är beredda att lyssna på mer än en gång. Detta är väl förmodligen ett litet steg framåt."

## Format och innehållsförteckning
iTunes Single
1. "Bossy" (Album Version) - 4:10

Promo Remixes
1. "Bossy" (Mike Rizzo Funk Generation Radio Edit) - 3:46
2. "Bossy" (Mike Rizzo Funk Generation Club Mix) - 7:25
3. "Bossy" (Mike Rizzo Funk Generation Dub) - 7:10
4. "Bossy" (Mr. Mig Radio Edit) - 4:05
5. "Bossy" (DJ Escape & Dom Capello Radio Edit) - 3:55
6. "Bossy" (DJ Escape & Dom Capello Vocal Club Mix) - 8:09
7. "Bossy" (DJ Escape & Dom Capello Dub) - 6:09
8. "Bossy" (Josh Harris Radio Edit) - 3:52
9. "Bossy" (Josh Harris Club Mix) - 7:24
10. "Bossy" (Soulshaker Radio Edit) - 3:23
11. "Bossy" (Soulshaker Club Mix) - 7:15
12. "Bossy" (Album Version) - 4:10

Club Promo
1. "Bossy" (Mike Rizzo Funk Generation Club) - 7:27
2. "Bossy" (DJ Escape & Dom Capello Club Mix) - 8:11
3. "Bossy" (Soulshaker Club Mix) - 7:16
4. "Bossy" (Josh Harris Club Mix) - 7:26
5. "Bossy" (Mike Rizzo Funk Generation Dub) - 7:11
6. "Bossy" (DJ Escape & Dom Capello Dub) - 6:09

Radio Promo
1. "Bossy" (Mike Rizzo Funk Generation Radio Mix) - 3:46
2. "Bossy" (Josh Harris Radio Mix) - 3:52
3. "Bossy" (Soulshaker Radio Mix) - 3:23
4. "Bossy" (DJ Escape & Dom Capello Radio Mix) - 3:55
5. "Bossy" (Mr Mig Radio Mix) - 4:05

## Listplaceringar
| Lista (2008)                       | Topplaceringar |
| ---------------------------------- | -------------- |
| Canadian Hot 100                   | 77             |
| U.S. Billboard Hot Dance Club Play | 1              |